# Home Nations Championship 1897
Die Ausgabe 1897 des Turniers Home Nations Championship in der Sportart Rugby Union (das spätere Five Nations bzw. Six Nations) konnte nicht beendet werden. Wales wurde von den übrigen Verbänden boykottiert, da der walisische Mannschaftskapitän Arthur Gould eine finanzielle Entschädigung erhalten hatte und dies als unerlaubter Professionalismus betrachtet wurde. Erst Goulds Rücktritt löste dieses Problem.

## Teilnehmer
| Land       | Stadion             | Stadt      | Kapitän          |
| ---------- | ------------------- | ---------- | ---------------- |
| England    | Fallowfield Stadium | Manchester | Ernest Taylor    |
| Irland     | Lansdowne Road      | Dublin     | Edmund Forrest   |
| Schottland | Powderhall          | Edinburgh  | Robert MacMillan |
| Wales      | Rodney Parade       | Newport    | Arthur Gould     |

## Tabelle
|    | Land       | Spiele | Siege | Unent. | Ndlg. | Spiel- punkte | Diff. | Tabellen- punkte |
| -- | ---------- | ------ | ----- | ------ | ----- | ------------- | ----- | ---------------- |
| 1. | Wales      | 1      | 1     | 0      | 0     | 11:0          | + 11  | 2                |
| 1. | Irland     | 2      | 1     | 0      | 1     | 16:17         | − 1   | 2                |
| 1. | Schottland | 2      | 1     | 0      | 1     | 11:15         | − 4   | 2                |
| 1. | England    | 3      | 1     | 0      | 2     | 21:27         | − 6   | 2                |

## Ergebnisse
| 9. Januar 1897 | Wales                                                | 11 : 0        | England | Rodney Parade, Newport Schiedsrichter: Joseph Magee (Irland) |
| 9. Januar 1897 | Versuche: Boucher Jones Pearson Erhöhungen: Bancroft | (6:0) Bericht |         | Rodney Parade, Newport Schiedsrichter: Joseph Magee (Irland) |

| 6. Februar 1897 | Irland                                            | 13 : 9         | England                               | Lansdowne Road, Dublin Zuschauer: 15.000 Schiedsrichter: Graham Findlay (Schottland) |
| 6. Februar 1897 | Versuche: Bulger Gardiner (2) Straftritte: Bulger | (10:3) Bericht | Versuche: Robinson Straftritte: Byrne | Lansdowne Road, Dublin Zuschauer: 15.000 Schiedsrichter: Graham Findlay (Schottland) |

| 20. Februar 1897 | Schottland                                              | 8 : 3         | Irland           | Powderhall, Edinburgh Schiedsrichter: Edgard Holmes (England) |
| 20. Februar 1897 | Versuche: Turnbull Erhöhungen: Scott Straftritte: Scott | (0:3) Bericht | Versuche: Bulger | Powderhall, Edinburgh Schiedsrichter: Edgard Holmes (England) |

| 13. März 1897 | England                                                      | 12 : 3  | Schottland       | Fallowfield Stadium, Manchester Zuschauer: 15.000 Schiedsrichter: Joseph Magee (Irland) |
| 13. März 1897 | Versuche: Fookes Robinson Erhöhungen: Byrne Dropgoals: Byrne | Bericht | Versuche: Bucher | Fallowfield Stadium, Manchester Zuschauer: 15.000 Schiedsrichter: Joseph Magee (Irland) |